# Дельта-A
Дельта-A — одноразовая американская ракета-носитель семейства «Дельта», которая использовалась для запуска двух спутников — Explorer 14 и Explorer 15. Первой ступенью этой ракеты-носителя была БРСД «Тор», второй — улучшенный вариант первой ракеты семейства Дельта, а третьей — разгонный блок Altair. Было произведено два пуска, оба оказались удачными, после чего ракета больше не использовалась.